# トランスフォーマー サイバーバース
『トランスフォーマー サイバーバース』（原題：Transformers: Cyberverse）はアメリカ合衆国のテレビアニメ。アメリカ合衆国ではカートゥーン ネットワークで2018年9月より放送・配信、2019年よりシーズン2『Power of the Spark』を放送、2020年にシーズン3『Transformers Bumblebee Cyberverse Adventures』を放送（日本での配信は未定）。日本では2019年4月よりYouTube（タカラトミー公式チャンネル、ボンボンTV、キッズボンボン）で配信。シーズン2は同年9月より配信された。

## 概要
1話11分程度のショートアニメーションシリーズ。『トランスフォーマー アドベンチャー』同様にバンブルビーを主人公にストーリーが進められており、既存のストーリーラインの続編ではない新シリーズとなっている。日本放送版では、『超ロボット生命体 トランスフォーマー プライム』以来、岩浪美和脚色による、コミカルなアドリブが数多く挿入されている。また、日本放送版では、オールスパーク・アニメーションのロゴが挿入されるのはこれが初となる。
Season1では記憶を失ったバンブルビーがウインドブレードやグリムロックらの協力の元、記憶を取り戻し宇宙船アークを発見しオプティマスたちと再会し惑星セイバートロンへ帰還するまでを描き、Season2ではオプティマスを中心としたオートボットチームの動向を主に描く。Season3ではタイトルが「バンブルビー　トランスフォーマー サイバーバース」となり、再びバンブルビーが主たるキャラクターとなるが、中盤で『ある事件』が起きたことで丸6話ほど主役をグリムロックが務めることとなる。

## キャラクター

### オートボット

#### アーク乗組員
バンブルビー / Bumblebee
声 - 木村良平 / ジェレミー・レビー
武装 - スティンガーソード、ブラスター
黄色いスポーツカーから変形するオートボットの若き戦士。何らかの影響により物語開始時点で記憶喪失となっており、メガトロンによりボイスボックスが破壊されたため会話もラジオ音声をチューニングして話している。
当初、ウインドブレードと2人でディセプティコンから奪った宇宙船を使用していたが第11話で大破する。
シーズン2では普通に喋れるようになり、ホットロッドと共に行動することが多くなる。
日本語吹き替え版ではスタースクリームから「マルハナバチちゃん」と呼称されるほか、周囲から本作品と同じく2019年公開の映画『バンブルビー』の話題を振られるネタが多く見られた。
ウインドブレード / Windblade
声 - 悠木碧 / ソフィア・イザベラ
装備 - エナジーブレード、ウイングトルネード、ウイングスライサー、脳味噌繋げる君
V-TOL戦闘機から変形するオートボットの女性戦士。出身は惑星カミナスでシティスピーカーと呼ばれるテレパシーのようなものが使える。バンブルビーとはサイバトロン星時代からの友人。
元々宇宙船アークの乗組員ではなく、単身地球にやってきた戦士。乗組員ではないことからシーズン1ではテレトランXから毛嫌いされていた。
シーズン2第16話ではシティスピーカーの能力を使ってタイタン・クロートンを目覚めさせる。
オプティマスプライム / Optimus Prime
声 - 子安武人 / ジェイク・ティルマン
装備 - マトリクスシールド、マトリクスアタック、エナジーアックス、銃
赤と青のトレーラートラックに変形するオートボットのリーダーで本作品の主人公。かつてはメガトロンの友でもあったが、彼の反乱に対立しオートボットをまとめマトリクスを継承しリーダーとなる。戦争の激化に伴い宇宙船アークでサイバトロン星から残った仲間たちと共に逃亡、地球へと辿り着くものの行方不明となる。
シーズン2で復帰後はリーダーとして地球を守るためにメガトロンと対立しているが、何度も和平交渉は行っており、メガトロンが救難信号を送った際は真っ先に救援に向かった。
シーズン2第12話でマトリクスを解放したために一時意識不明となり、オートボットたちがサイバトロン星へ帰還する決心をさせるが、自力で意識を取り戻す。
ウイングファイヤーオプティマスプライム
- アーマービークル - ジェットウイングタイプ / Sky Turbine

戦闘機を装着したアーマー形態。チータスがどこからか持ち出した米軍の戦闘機と合体した。
グリムロック/ Grimlock
声 - 稲田徹 / ライアン・アンデス
装備 - バーニングフレイム
ティラノサウルスに変形するオートボットの戦士。バンブルビーの兄貴分。
白亜紀の地球に墜落した際に恐竜たちの王となり文明を築く。アークを模した司令室を作りオートボットの創作に努めるも巨大隕石の落下を防げずステイシス状態となり記憶をなくし、第15話で機能停止状態で発見される。王冠と複製された秘密基地内で記憶を取り戻す。
ホイルジャック / Wheeljack
声 - 上田燿司 / ビリー・ボブ・トンプソン
スポーツカーに変形するオートボットの技師。発明家でオールスパーク探査装置など色々なものを開発する。同じ科学者であるショックウェーブとは戦前は友人関係であった。
日本語版では鹿児島弁で話す。
ラチェット / Ratchet
声 - 上田燿司 / トッド・パールマッター
救急車に変形するオートボットの医師。
日本版では「ちょっと」を「ちぇっと」と言う癖がある。
プロール / Prowl
声 - 稲田徹 / ディック・ターヒューン
パトカーに変形するオートボットの保安官。規則に厳しい。
シーズン3で、サイバトロン星での戦い中、オプティマスプライムを庇ってシャドウストライカーに撃たれ死亡した。
アーシー / Arcee
声 - 赤﨑千夏 / ジェイム・ラムチック
自動車に変形するオートボットの女性戦士。アクティブな性格で動物の鳴きまねが得意。グリムロックとよくコンビを組む。
ホットロッド / Hot Rod
声 - 佐藤拓也 / トラヴィス・アーツ
スポーツカーに変形するレーサー。バンブルビーの古くからの友人。勇敢で少々向こう見ずなところがある。
シーズン1第6話ではバンブルビーと共に惑星スピーディアを訪れ、ブラーと知り合う。シーズン2第13話ではオプティマスプライム不在の中、代理で指揮を執った。
シーズン3第3話ではドリフトと共に汚染エネルゴンの沼に沈み死亡したと思われたが、サイバトロン星の再生に伴い、後に復活。そのためクインテッサンの洗脳を逃れることができた。復活した際に黒いボディとなる。
デッドロック→ドリフト / Deadlock（Drift）
声 - 上田燿司 / マイク・ローズ
バンブルビーの友人。ディセプティコンに属していたものの抜けようとしていた。オートボットに移籍後、ドリフトと名乗る。シーズン2第14話で再登場した際は、白いボディに剣を扱う戦士として登場。
シーズン3でダブルスパイとしての正体を現し、ホットロッドと共に汚染エネルゴンの沼に沈む。
モチーフはIDWパブリッシング版コミック『オール・ヘイル・メガトロン』が初出。デッドロックはG1のスプラングをイメージしている。
ラックンルーイン / Rack'n'Ruin
声 -  鶴岡聡 / ジェレミー・レビー
2体のトランスフォーマーが繋がったような姿の戦士。右側がラック、左側がルーインで、2人合わせてラックンルーインと呼ばれる。
シーズン2第18話に登場した並行世界ではアークの艦長をしていた。
モチーフはマーベル・コミックに登場したレッカーズの戦士ラックンルイン。
チータス / Cheetor（チーター）
声 - 高木渉 / T・J・ネルソン
シーズン2より登場。オールスパークの守護者を名乗るチーターの姿をしたビースト戦士。オプティマスプライムかメガトロンのどちらがオールスパークの守護に相応しいか見極めようとしていたが、スタースクリームに盗まれたため、オートボットに参加する。グランドブリッジを発生させ自由に行き来が可能で、オールスパークを感じる能力を持っている。
シーズン3で暴走したオールスパークを止めるため、自らのスパークを犠牲にしてサイバトロン星を救う。
モチーフは『ビーストウォーズ』に登場した密林巡視員チータスで、ロボットモードの姿もほぼ同じで、同じく高木渉が吹替えを担当し、語尾に「ジャン」とつける。
ジェットファイヤー / Jetfire
声 - 飛田展男 / ジェレミー・レビー
シーズン2第11話より登場。ジェット機に変形する戦士。正義感溢れる戦士でスカイバイトを執拗に追っている。語尾は「 - ぞ」。地球に現れるまである星の超新星爆発でスカイバイトとともに死亡したと思われていた。オプティマスプライムの協力を蹴りスタースクリームの甘言に乗せられアーマーアップするが、スカイバイトとの決着よりオプティマスプライムに協力することを決意する。
タンクバスタージェットファイヤー
- アーマービークル - 戦車タイプ / Tank Cannon

戦車を装着したアーマー形態。スタースクリームがどこからか探してきた戦車と合体した。左腕に強力なキャノンを装備。
レッドジェネリック / Red Generic
声 - 上田燿司 / マーク・トンプソン
シーズン2第13話のみに登場する赤いボディの戦士。サイバトロン星へ向かう囮部隊にコードネーム「レッドファイブ」として参加。
原語版ではRed Fiveとしか呼ばれないが、エンドクレジットにて日本語版と同様の個別名が確認される。
原語版では『スター・ウォーズ エピソード4/新たなる希望』の反乱軍Xウイングレッド中隊を意識したキャラクターだったが、日本語吹き替え版では『機動戦士ガンダム』の主人公アムロ・レイを意識したような脚色がされている。

#### その他のオートボット
パーセプター / Perceptor
オートボットの技師。サイバトロン星でスペースブリッジを修理した。冷静な性格で作戦のためなら自身の犠牲を厭わない節がある。
シーズン3メインキャラの一人。シーズン3で脱獄する際に、両目を負傷する。クインテッサンの洗脳を受けておらず、ホットロッドたちと協力する。
シーズン2第14話のラスト群衆シーンに姿が確認できるがパーセプターは地球に向かったメンバーにはおらず、作画ミスであり彼と姿が似ている友人ではないかと説明されている。
ブラー / Blurr
声 - 岩田光央 / J・C・アーンスト
シーズン1に登場。スポーツカーに変形する惑星スピーディア（Velocitron）のレーサー。バンブルビーの友人。日本語版ではオカマ口調で話す。サビ病に侵されながらも、バンブルビーとホットロッドをスペースブリッジで脱出させ、塵となってしまう。
クロミア / Chromia
声 - 渡辺明乃 / ラトニア・フィップス（シーズン1のみ）、ジェイム・ラムチック（シーズン2以降）
ウインドブレードと同郷の女性戦士。バイクに変形する。戦争には否定的だったが、その後オートボットに参戦している。オプティマスプライムたちが地球に向かった後もサイバトロン星に残っており、メガトロンに強制され虚偽の救援の通信を送っている。
アルファ・トライオン / Alpha Trion
声 - 上田燿司 / Rich Orlow
サイバトロン最高議会議員。メガトロンによって重傷を負い、マトリクスをオプティマスプライムに託し息を引き取る。
カップ / Kup
声 - マイク・ローズ
シーズン3より登場する老兵。軽トラックに変形する。
ホワール / Whirl
声 - ジェレミー・レビー
シーズン3より登場。ヘリコプターに変形する。シーズン3前半のメインキャラの一人。
クインテッサの夢の中では永遠とキューブに潰される役を負わされていたが、ホットロッドによって洗脳から覚醒できた。以後ホットロッドたちと行動を共にする。
サンダーハウル / Thunderhowl
声 - Rich Olrow
シーズン3より登場するオオカミのビースト戦士。プライムに仕える高貴な騎士。
領地拡大戦争の時代、プライムの命令でクリスタルシティに向かったがクリスタルキングの返り討ちに遭い封印されてしまう。
メテオファイヤー / Meteofire
声 - Rich Olrow
シーズン3より登場する有名な冒険家であり動画配信者。様々な惑星で相棒のコズモスと共にエイリアンと戦う様を動画にしていた。
コズモス / Cosmos
声 - ソフィア・イザベラ
シーズン3より登場。メテオファイアーの良き相方であり冒険に欠かせない存在。
モチーフは『戦え!超ロボット生命体トランスフォーマー』に登場するミニボット戦士のアダムス（Cosmos）だが今回は女性キャラクターとして登場。

### ディセプティコン
メガトロン / Megatron
声 - 千葉繁 / マーク・トンプソン
装備 - フュージョンキャノン、エナジーフレイル
戦車に変形するディセプティコンのリーダー。かつてサイバトロン星の英雄であったが、自分の目的のためにオプティマスプライムたちと決別し戦争となる。
シーズン3でオプティマスプライムに敗れ、スクラップレットの餌食となってしまう。シーズン3第11話で他のトランスフォーマーたちと共に覚醒するが、オートボットとの共闘には同意できず一人離反する。
バトルローターメガトロン
- アーマービークル - ローターヘリタイプ / Chopper Cut

装備 - メガコプター、メガカッター、メガミサイル
戦闘ヘリを装着したアーマー形態。チータスがどこからか持ち出した戦闘ヘリと合体した。
サウンドウェーブ / Soundwave
声 - 上田燿司 / マーク・スウィント
装備 - ソニックウェーブ
装甲車に変形するディセプティコンの戦士。陰険な性格。音波攻撃を得意とする。音声にはエフェクトが掛かっている。
ショックウェーブとはお互い妨害し合うぐらい仲が悪い。
シーズン3第9話で洗脳から覚醒するも、たびたび機能不全に陥る。ホットロッドとは最初険悪な関係だったがサイエンティストとの戦い以降良きコンビとなる。
レーザービーク / Laserbeak
シーズン3より登場。サウンドウェーブが従えるコンドル型ロボ。同じ姿をした種族がサイバトロンに生息している。
先行してシーズン2第6話にも登場。
シャドウストライカー / Shadow Striker
声 - 渡辺明乃 / ディアーナ・マクガヴァン
スポーツカーに変形するディセプティコンの女性戦士。サイバトロン星で一度はオプティマスプライムを捕えるものの、救出に来たバンブルビーがエネルゴンを爆破したことでバラバラになり、ショックウェーブによって護衛の残骸を強引に移植されつぎはぎだらけの姿に復活させられた。
ショックウェーブ / Shockwave
声 - 稲田徹 / ライアン・アンデス
四足歩行の多脚戦車に変形するディセプティコンの科学者。日本語版での語尾は「ショーック」と話す。小型の四足歩行ドローンを何体も従えている。
策略家で第16話で地球に現れ地球磁場破壊装置で地球上の生物を絶滅させようとしたり、第18話でアークを破壊しようとした。
サウンドウェーブとはお互い妨害し合うぐらい仲が悪い。ホイルジャックとは戦前友人関係であり、敵対した今でも研究関係では話が弾むこともある。
シーズン3で自らのスパークを犠牲にしてオールスパークを暴走させるが、チータスがスパークを犠牲したことによって暴走は阻まれた。
ジェネレーションセレクトの漫画版では、別人ではあるものの、プライマスヴァンガードのパープルオーダーに所属している彼が登場する。
クローバー / Clobber
声 - 渡辺明乃 / サスキア・マルクス
デストロン下級女性兵士。戦車に変形する。
シーズン3メインキャラの一人。シーズン3でクインテッサンの洗脳から救出され、ホットロッドと行動を共にする。
モチーフは『アニメイテッド』登場のラグナッツ。原典とは違い通常の戦士サイズ。
ロックダウン / Lockdown
声 - 鶴岡聡 / マイク・ローズ
デストロン下級兵士。右腕はカギ爪になっている。
モチーフは『アニメイテッド』登場のロックダウン。原典とは違い気が弱い。
ブラジオン / Bludgeon
声 -  稲田徹 / 無し
サムライ風の戦士。原語版では全く喋らないが、日本語版ではある程度喋り、「またつまらぬものを斬ってしまった」が口癖。
シーズン2第7話ではスリップストームを斬り殺し結果的にメガトロンの和平交渉を決裂させている。
シーズン3でベクターシグマ共々宇宙空間の隙間へ放り込まれる。
モチーフはマーベルコミック登場のプリテンダー。
スカイバイト / Sky-Byte
声 - チョー / マーク・トンプソン
シーズン2第11話より登場。メカサメに変形するビースト戦士。ジェットファイヤーに追われつつ数々の惑星を消滅させてきた。語尾は「-ザメ」。地球に現れるまである星の超新星爆発でジェットファイヤーとともに死亡したと思われていた。メガトロンの共闘を蹴りスタースクリームの甘言に乗せられアーマーアップするが、メガトロンに屈し部下になる。
モチーフは『トランスフォーマー カーロボット』のゲルシャーク（原語版はスカイバイト / Sky-Byte）。
ドリルダイバースカイバイト
- アーマービークル - ドリル戦車タイプ / Spinfin

ドリル戦車を装着したアーマー形態。スタースクリームがどこからか探してきたドリル付き建設車と合体した。左腕のドリルで地中を自由に移動できる。
アルファストライク / Alphastrike
声 - ジェイム･ラムチック
シーズン3より登場。モチーフは『超生命体トランスフォーマー ビーストウォーズリターンズ』のストライカ。
デッドエンド / Dead End
声 - Xavier Paul
シーズン3より登場。赤い自動車に変形する。シーズン3メインキャラの一人。クインテッサの洗脳から解放され、渋々ながらもホットロッドに協力する。
ワイルドホイール / Wildwheel
声 - Rich Olrow
シーズン3より登場する元オートボットの戦士でアーク乗船員。グリムロック同様他の乗組員たちと離れた場所（600万年前のアメリカ大陸）に墜落し開拓時代に覚醒。以降賞金稼ぎとして生活し、自力で地球を脱出、終戦後のサイバトロン星に帰還する。性格は完全にやさぐれてしまっておりオプティマスと袂を分かった後、ディセプティコンに加入する。
地球人の影響からかカウボーイハットとポンチョを身に付けている。SFカーに変形する。

#### 航空部隊シーカーズ / Seekers
戦闘機を中心とした航空部隊。シーズン2で多くのシーカーズがディセプティコンから離反しスタースクリームの下に集まり、第12話でスパークを抜かれてしまう。
スタースクリーム / Starscream
声 - 鶴岡聡 / ビリー・ボブ・トンプソン
装備 - ランチャーストライク、ビーム、ブーメラン
デルタ翼機に似た戦闘機に変形するシーカーズのリーダー。野心が強くメガトロンに逆らうことが多い。シーズン2でリーダーから降ろされ、その恨みもありメガトロンに重傷を負わせニューリーダーを自称するが、復活したメガトロンに返り討ちにされ解雇される。解雇後、密かに主だったシーカーズを掌握し、オールスパークとベクターシグマを盗み出す。シーズン2第12話でオールスパークとの融合に成功するもオプティマスプライムのマトリクスの光によって分離させられ、オートボットに捕らわれる。シーズン2第16話で脱獄し、クロートンに掴まったままどこかへ飛び去る。
日本語版の声を担当した鶴岡聡は過去に『超ロボット生命体 トランスフォーマー プライム』でスタースクリームを担当した。
ショベルファイタースタースクリーム
- アーマービークル - ショベルカータイプ / emolition Destroyer

ショベルカーを装着したアーマー形態。
スリップストリーム / Slipstream
声 - 渡辺明乃 / リアネ・マリー
紫の戦闘機に変形するシーカーズの女性戦士。シーカーズの中でも地位が高く、シーズン2でメガトロンよりシーカーズのリーダーを任される。
シーズン2第7話で、スタースクリームの危険を知らせようとしたが、ブラジオンに斬られオールスパークの元へ帰る（死亡する）。
サンダークラッカー / Thundercracker
声 - 鶴岡聡 / ベン・ボット
青い戦闘機に変形するシーカーズの戦士。
ノヴァストーム / Nova Storm
声 - 赤﨑千夏 / Saskia Marx
紫の戦闘機に変形するシーカーズの女性戦士。
アシッドストーム / Acid Storm
声 - 赤﨑千夏 / ジェイム・ラムチック
緑の戦闘機に変形するシーカーズの女性戦士。
レッドウイング / Thrust（スラスト）
声 - 上田燿司 / Tomas Virgadula
赤い戦闘機に変形するシーカーズの戦士。
ラムジェット / Ramjet
声 - 上田燿司 / マイク・ローズ（シーズン3以降）
グレーの戦闘機に変形するシーカーズの戦士。スタースクリームの昔からの部下でラーとしか喋らない。サイバトロン星に残った。
ダージ / Dirge
声 - 稲田徹 / リャン・ニコラス（シーズン3以降）
青い戦闘機に変形するシーカーズの戦士。スタースクリームの昔からの部下でダーとしか喋らない。サイバトロン星に残った。
スカイワープ / Skywarp
黒い戦闘機に変形するシーカーズの女性戦士。サイバトロン星に残ったためシーズン3より登場。

#### 別の宇宙からのディセプティコン / Alternate universe
シーズン3第17話にてメガトロンが別宇宙から連れてきた新戦力。
アストロトレイン / Astrotrain
声 - マイク・ローズ
メガトロンが別の宇宙から連れて来た巨大戦士。大型シャトルに変形する。
インセクティコン / Insecticons
声 - Brian Levinson（シュラプネルのみ）
メガトロンが別の宇宙から連れて来た3体の昆虫型戦士。
黒い個体がシュラプネル / Shrapnel、青と赤の個体がボムシェル / Bombshell、緑の個体がキックバック / Kickback。全員クワガタ型の生物に変形する。

### シーズン4に登場するディセプティコン
シーズン4にはそれまでのディセプティコンと異なる黒いインシグニアを持つ別のディセプティコンが登場し、「惑星内の時間が停止する」と言う事件が起きることとなる。インシグニアのモチーフは「トランスフォーマー　カーロボット」に登場したデストロンガー。
サウンドブラスター / Soundblaster
声 -
サウンドウェーブと同じ姿をした黒い戦士。かつてサウンドブラスターとディセプティコン内での権力闘争に敗れ出奔していた。サウンドウェーブや他のディセプティコン、オートボットらに復讐する為、オートボットとディセプティコンの和平調停の儀のさなかに宇宙船から時間を停止させる音波を照射し惑星サイバートロン上のすべてのトランスフォーマー達の動きを停止させる。
武器はサウンドウェーブと同じく肩から放射する特殊音波や当たった者の時間を停止させる時間停止銃。サウンドウェーブ同様に体内にカセットロンを収容できるが2体収容する事が出来る。体内のカセットロンはバズソー/Buzzsawで、一度は時間停止させたサウンドウェーブの体内から引きずり出したレーザービークを強引に体内にねじ込んだ。

ナイトバード / Nightbird
声 -
アーシーに酷似した黒いウーマン戦士だが口元をマスクで覆っている。忍者のように身軽で時間の止まったウィンドブレードの持つ剣を気に入り彼女から剣を奪った。

トリプティコン / Trypticon
声 -
建物よりも巨大な体躯の巨獣戦士で恐竜型の戦士。ダイノボット5体が合体したボルカニカスによりサウンドブラスターらが蹴散らされるのを見てタコの様な形態の宇宙船を突き破って現れた。一度はボルカニカスに頸筋に剣を突き立てられ機能停止するも自力で復活、逆にボルカニカスを踏み潰す寸前のところまで追いつめるが彼が持っていた時間停止銃が発射され動きを止められる。モチーフはダイナザウラー/Trypticon。

### その他の戦士
ナーバスボット
声 - 鶴岡聡 / トッド･パールマッター
惑星スピーディアに来てサビ病を蔓延させた感染者。あらゆる物に接触感染することも含めて既に病識がありながらスピーディアを訪れたように解釈できる描写があるが、真相は不明。
形状はホイルジャックとほぼ同じで、彼の色を黒くしたような姿。
マカダム / Maccadam
声 - 上田燿司 / ディック･ターヒューン
酒場マカダムスのマスター。最初の13人のプライムの1人とも噂される。戦争勃発後もどちらの陣営に与するでもなく、ただマカダムス店内での争いを禁じて店を切り盛りしていた。初対面のはずの客のプロフィールを把握していたり、その場・その時点の会話相手には理解不能な不思議な言動をしたりするが、これらは相手にまつわる出来事を過去から未来まで何らかの力で見通していることに因る様子である。未来のバンブルビーへメッセージを送った。
シーズン1時点では、ロボットモード以外の姿はシルエットでしか描かれなかったが、メガトロンですら恐れをなすほどの巨躯・重武装の何かに姿を変えることが示唆されている。
シーズン3ではマカダムスの地下に伝説のタイタン・アイアコナスを隠していたことが判明し、彼自身もアイアコナスの守る市民の生き残りであった。
スクラップレット（ミニコン） / Scraplet
声 - 稲田徹 / 無し
スタースクリームがオールスパークで生み出した小型のロボット群。噛み付くことでエネルゴンを吸い取り行動不能にさせることが可能。スタースクリームは過去のトランスフォーマーたちのスパークを宿らせたと語るが、実際は体内にスパークはない。その能力は凄まじく地球のディセプティコンを一時壊滅状態にさせたほど。シーズン2第12話でショックウェーブ開発のユーコトキクゾウクンで無効化された。
シーズン1でもスポーツ用キューブのAIを設計していると言及されており、サイバトロン星にも生息している模様。
モチーフは『トランスフォーマープライム』のミニコン（原語版はScraplet）。スクラップレット自体はG1版コミックから存在している。
クロートン / Croaton
声 - 稲田徹 / マイク・ローズ
シーズン2第16話に登場。タイタン族。何千万年前に同胞の民とある星に来たが、民たちは何者かに連れ去られ動くこともできないほど傷ついたために長い間待ち続けており、ウインドブレードの協力でオールスパークを使い超巨大トランスフォーマーとして復活する。
リパグナス / Repugnus
シーズン3より登場。サイバトロン星の地下に生息する虫のようなトランスフォーマー。同型機が複数いる。
スカルクランチャー / Skullcruncher
シーズン3より登場。ワニのようなトランスフォーマー。マカダムが飼育している。
アイアコナス / Iaconus
シーズン3より登場。遥か昔の領地拡大戦争の時代にマカダムたちと共にサイバトロン星を飛び立ったタイタン族。戦争用のタイタンだったため領地拡大戦争が終わり帰還した後、暴走を起こしてしまう。

### 第3勢力

#### クインテッサン / Quintessons
シーズン3より登場する異次元の存在。多元宇宙の監視を行っており、問題のある宇宙があれば抹消に取り掛かる。サイエンティスト以外は各々裁判官の役職に基づいたコードネームで呼称される。
クインテッサン・ジャッジ / Quintesson Judge
声 - ジェレミー･レビー（Death）
声 - Saskia Marx（Judgement and Cruelty）
声 - ディック･ターヒューン（Chaos）
声 - マイク･ローズ（Ego）
裁判にて「判事」を担当。それぞれ、デス / Death（死）、ジャッジメント / Judgement（審判）、クルーエルティ / Cruelty（残忍）、カオス / Chaos（混沌）、エゴ/Ego（自尊心）の5つの顔を持つ。オールスパークを狙ってサイバトロン星に飛来し、サイバトロン星の全トランスフォーマーを洗脳、幸せな夢を見続けさせている。
同じ宇宙で作られたジャッジでない限りその宇宙の破壊が出来ないという制約があり、この5つの顔を持つ個体は新しいジャッジが出来るまでの代理。
プロセキューター / Prosecutor Quintesson
裁判にて「検事」を担当。クインテッサンがサイバトロン星を掌握するのに使役している触手を持つモンスター。
ベイリフ / Bailiff
クインテッサンが使役するシャークティコンたち。
ガブリ / Lord Gnow（ロード・ノー）
声 - ジェレミー･レビー
シーズン2第15話にて名前と石像のみ登場。野良のシャークティコンたちから崇められる存在であり、そのシルエットはノコギリザメに近い。
シーズン3第13話では上述の姿とは異なった量産個体の姿で実際に登場。クインテッサン勢力のシャークティコンのボスを務めているが、石像のモチーフと同一人物かは不明。
原語名の「Gnow（ノー）」はG1版玩具のシャークトロンの個体名が元ネタ。
バイター / Biter
声 - / Rich Orlow
クインテッサンに従う黒いシャークティコンの一匹。目に傷がある。プロセキューターに命令できる権利を持つ。
サイエンティスト / Scientist
声 - ディック･ターヒューン
クインテッサンの科学者であり、ジャッジたちの製作者。

#### シャークティコン / Sharkticons
シーズン2第15話に登場。鮫に似たロボット生命体。劇中において変形機能は確認できなかったが、玩具では人型形態に変形する。母星は破壊され、セビレズ、シッポズ、アゴズの小集団で小競り合いをしている。チータスがオールスパークで母星を修復し共同で生活するようになる。
シーズン3では別のグループがクインテッサンに従っていることが判明する。それらの個体はクインテッサンの欄に記載済み。
モチーフは『トランスフォーマー ザ・ムービー』に登場したシャークトロン（Sharkticon）。
ジョージー / Jawsy
声 - 小野友樹 / マーク･トンプソン
セビレズのリーダー。シーズン2第15話に登場。
バックバイト / Backbite
声 - 小野大輔 / ビリー･ボブ･トンプソン
シッポズのリーダー。シーズン2第15話に登場。
Sawtooth（ソートゥース）
声 - 無し / ビリー･ボブ･トンプソン
アゴズのリーダー。シーズン2第15話に登場。

#### 別の宇宙のディセプティコン / Alternate Universe Desepticons
アストロトレインたちが元居た宇宙（パラレルワールド）のディセプティコン。この宇宙のオプティマスプライムは既に殺害されている。
もう一人のメガトロン / Megatoron X
声 - マーク・トンプソン
シーズン3最終話に登場する最後の敵。オプティマスプライムからマトリクスを剥奪、オートボットを一掃する。
戦争終結後はオールスパークを手中に収め、自身に従順な兵士を生み出す。やがてオートボットだけでなく不要と判断した同軍の者さえ排除し、以前の兵士はアストロトレインとインセクティコンを含む少ない数しか残らなかった。
メインの宇宙のメガトロンとの違って色が黒く、またメガトロンがシーズン3第17話以降ボディをリフォーマットしていたのに対し、こちらはリフォーマット前の姿に準ずる。

## 用語
トランスフォーマー
ロボットからいろんなものに変身する機械生命体の総称。
オートボット
オプティマスプライムをリーダーとするディセプティコンの対抗組織。
シーズン1最終話でアークの乗組員が覚醒し、地球を守護するようになる。オールスパーク入手という当初の目的を達成したため、シーズン2第13話でサイバトロン星へ向かった。
ディセプティコン
メガトロンが率いるサイバトロン星の反乱組織。
地球にはシーカーズが先発部隊として派遣され、シーズン2でメガトロンたち本隊が到着しオールスパークを探すために地球を破壊しようとする。シーズン2第13話でオートボットを追いスペースブリッジでサイバトロン星へ帰還する。
サイバトロン星
トランスフォーマーたちの母星。オートボットとディセプティコンの2つの勢力が対立している。
オールスパーク / AllSpark
トランスフォーマーたちを生み出した正二十面体状の存在。ベクターシグマを使ってプログラムすることで命を生み出すことができる。
スペースブリッジ / グランドブリッジ
ワープ装置。
エネルゴン
トランスフォーマーたちのエネルギー。
宇宙船アーク / Ark
オートボットの宇宙船。
古代の地球に墜落したが、第17話でアメリカ北西岸のセントヒラリー山に墜落していることを発見する。シーズン2第13話でサイバトロン星に向かう際に大破寸前の危機に陥るもののオールスパークの光によって復活。
シーズン3でサイバトロン星でトラップによって大破するものの、オートボットは事前に脱出した。
テレトラン1（ワン） / Teletraan-1
声 - 上田燿司 / マイク・ローズ
アーク搭載のオートボットスーパーコンピューター。
テレトランX（エックス） / Teletraan-X
声 - 上田燿司 / マイク・ローズ
宇宙船アークのコンピューター、テレトラン1のコピーである小型ロボット。乗組員の言うことしか聞かない。
第15話までにバンブルビーからウインドブレードのいうことも聞くように命令されたが、それでも乗組員ではないと言い続けている。第18話で故障したテレトラン1にインストールし機能を引き継ぐ。
シーズン3でウインドブレードを庇い、ブラジオンによって破壊される。
ネメシス / Nemesis
ディセプティコンの戦艦。地球でのメガトロンの移動拠点ともなっている。
ベクターシグマ / Vector Sigma
サイバトロン星のスーパーコンピューター。
最初の13人のプライム / Thirteen
最初に誕生したトランスフォーマーたち。
マトリクス
サイバトロン星のリーダーの証。現在はオプティマスプライムがアルファ・トライオンから継承している。
ステイシスポッド
アークに搭載されているオートボットの休眠装置。
惑星スピーディア / Velocitron
スーパーハイウェイの覆われたあらゆるレース環境が整えられた唯一の星。サビ病を持ち込まれ壊滅的被害を受ける。モチーフは『トランスフォーマー ギャラクシーフォース』に登場した同名の惑星であり、本作品の日本版名称も当作の日本展開時の名称に準じている。
サビ病
トランスフォーマーであるかただの機械であるかを問わず感染し、腐食を起こし破壊に至らしめる感染症。過去のシリーズ作品でも同様の病気が登場しているが、本作品においては有効な治療法・予防法は示されていない。
スペースサーフィン
サーフボード状のソーラーウェーブボードで太陽の光の波に乗る遊ぶスポーツ。光の帯のような波に乗り隕石群を掻い潜っていく。
エアハンマー / Air Hammer
シーズン2第17話登場。宇宙を飛ぶ鳥型の生命体。群れで宇宙を飛行する姿は彗星の嵐の前触れに何千年に一度しか見れないという珍しいもので、頭蓋骨は宇宙船を突き抜けるほど宇宙一固い。
モチーフは『ビーストウォーズメタルス』で海外玩具のみ発売されたフューザー戦士・Air Hammer。
スパークアーマー
オールスパークの力で特定の物体を装着「アーマーアップ」できる強化形態。オールスパークを持つものによって強制解除ができる。ただし劇中ではほとんどが短期間で破棄している。
玩具ではアーマービークルと呼称し、英語版と違い日本国内版では個体名がつけられていない。

## スタッフ

### 制作スタッフ
- 制作プロデューサー - ピーター・ルイス
- 共同制作プロデューサー - ミキエル・ホーザー
- クリエイティブ総監督 - ロバート・カレン
- シリーズ構成 - ランドルフ・ハード
- ビジュアル開発 - パブロ・R・メイヤー
- アートディレクター - マルコ・カラドンナ
- キャラクターデザイン - フランチェスコ・ジリオ、ジョアオ・モウラ、ミゲル・アラミノス、レオ・キオーラ
- 編集監督 - ケヴィン・オブライエン
- 音楽 - マックス・レプカ / Toonocracy LLC
- 音声監督 - ローレン・ゴールド
- ラインプロデューサー - ドミニク・モファット
- 製作総指揮 - スティーブン・デイビス
- ゼントリックス・スタジオ制作総指揮 - ナンディッシュ・ドムルール
- アニメーション制作 - ハズブロ・スタジオ、ボルダー・メディア・リミテッド
- 制作協力 - ゼントリックス・スタジオ
- 製作 - ボルダー・メディア、オールスパーク・アニメーション

### 日本語版スタッフ
- MC - よっち（ボンボンTV）
- 演出・脚色 - 岩浪美和
- プロデューサー - 高岡悠人（タカラトミー）、森正（タカラトミー）、幸日佐志（タカラトミー）、小野原大輔（タカラトミー）、保泉和花奈（タカラトミー）
- 翻訳 - 天笠利枝子
- 録音・調整 - 菊池悟史、大隈慎司
- 制作 - 雲田美絵（ACクリエイト）、生形沙織（ACクリエイト）
- 録音スタジオ - ACスタジオ
- 協力 - 高橋秀二（講談社）、鹿渡俊宏（講談社）

## 各話リスト
| 第1話                                                                                       | 失われた記憶 Fractured                             | ランドルフ・ハード            | ロバート・カレン エフード・ランツベルグ | 2019年 4月27日 | 2018年 9月1日 |
| 第2話                                                                                       | 記憶を探れ Memory                                  | ザック・アトキンソン          | ジャン・テキシエ                        | 2019年 4月27日 | 9月8日        |
| 第3話                                                                                       | オールスパークを守れ Allspark                      | ギャヴィン・ヒグナイト        | ロバート・カレン エフード・ランツベルグ | 2019年 4月27日 | 9月15日       |
| 第4話                                                                                       | エネルゴンを求めて The Journey                     | ユージーン・ソン              | ジャン・テキシエ                        | 2019年 4月27日 | 9月22日       |
| 第5話                                                                                       | アークの行方 Whiteout                              | Kate Leth                     | ロバート・カレン エフード・ランツベルグ | 5月10日        | 9月29日       |
| 第6話                                                                                       | メガトロンの計画 Megatron Is My Hero               | Peter Di Cicco                | ジャン・テキシエ                        | 5月10日        | 10月6日       |
| 第7話                                                                                       | キューブの大会 Cube                                | ランドルフ・ハード            | ロバート・カレン エフード・ランツベルグ | 5月25日        | 10月13日      |
| 第8話                                                                                       | 惑星スピーディア Terminal Velocity                 | ギャヴィン・ヒグナイト        | ジャン・テキシエ                        | 5月25日        | 10月20日      |
| 第9話                                                                                       | シャドウストライカーの執念 Shadowstriker           | Kate Leth                     | ロバート・カレン エフード・ランツベルグ | 6月8日         | 10月27日      |
| 第10話                                                                                      | マカダムの助言 MacCadam's                          | ザック・アトキンソン          | ジャン・テキシエ                        | 6月8日         | 11月3日       |
| 第11話                                                                                      | ショックウェーブの罠 Sabotage                      | Dan Salgarolo                 | Ehud Landsberg                          | 6月22日        | 11月10日      |
| 第12話                                                                                      | テレトランXを守りぬけ Teletraan-X                  | Kevin Burke Chris "Doc" Wyatt | ジャン・テキシエ                        | 6月22日        | 11月17日      |
| 第13話                                                                                      | リーダーの資質 Matrix of Leadership                | Brandon Auman                 | エフード・ランツベルグ                  | 7月13日        | 11月24日      |
| 第14話                                                                                      | 囚われのウインドブレード Siloed                    | Mairghread Scott              | ジャン・テキシエ                        | 7月13日        | 12月1日       |
| 第15話                                                                                      | 恐竜の王、復活！ King of the Dinosaurs             | Randolph Heard                | エフード・ランツベルグ                  | 7月27日        | 12月8日       |
| 第16話                                                                                      | 絶体絶命！ The Extinction Event                    | Kate Leth                     | ジャン・テキシエ                        | 7月27日        | 12月15日      |
| 第17話                                                                                      | アーク、発見！ Awaken Sleeping Giants              | Zac Atkinson                  | エフード・ランツベルグ                  | 8月10日        | 12月22日      |
| 第18話                                                                                      | 奇跡の生還 Eruption                                | ギャヴィン・ヒグナイト        | ジャン・テキシエ                        | 8月10日        | 12月29日      |
| 特別編                                                                                      | 最優秀選手は？                                     | -                             | -                                       | 8月16日        | -             |
| シーズン2（Power of the Spark）                                                             |                                                    |                               |                                         |                |               |
| 第1話 (第19話)                                                                              | 地球を守れ！ Sea of Tranquility                    | Randolph Heard                | ジャン・テキシエ                        | 9月14日        | 2019年 9月7日 |
| 第2話 (第20話)                                                                              | スタースクリームの裏切り Bad Moon Rising           | ギャヴィン・ヒグナイト        | エフード・ランツベルグ                  | 9月14日        | 9月14日       |
| 第3話 (第21話)                                                                              | グリムロックの暴走 The Visitor                     | Zac Atkinson                  | ジャン・テキシエ                        | 9月28日        | 9月21日       |
| 第4話 (第22話)                                                                              | 月のチーター Bring Me the Spark of Optimus Prime   | Mae Catt                      | エフード・ランツベルグ                  | 9月28日        | 9月28日       |
| 第5話 (第23話)                                                                              | アーマーアップ！ Trials                            | Peter Di Cicco                | ジャン・テキシエ                        | 10月12日       | 10月5日       |
| 第6話 (第24話)                                                                              | スタースクリームの野望 Dark Birth                  | Randolph Heard                | エフード・ランツベルグ                  | 10月12日       | 10月12日      |
| 第7話 (第25話)                                                                              | みんな仲良し！？ Parley                            | Gavin Hignight                | ジャン・テキシエ                        | 10月26日       | 10月19日      |
| 第8話 (第26話)                                                                              | ディセプティコンからのSOS Starscream's Children    | Mae Catt                      | エフード・ランツベルグ                  | 10月26日       | 10月26日      |
| 第9話 (第27話)                                                                              | チータスの仕事 Spotted                             | Zac Atkinson                  | ジャン・テキシエ                        | 11月8日        | 11月2日       |
| 第10話 (第28話)                                                                             | 天才の悩み Secret Science                          | Dan Salgarolo                 | エフード・ランツベルグ                  | 11月8日        | 11月9日       |
| 第11話 (第29話)                                                                             | ジェットファイヤーvsスカイバイト Infinite Vendetta | Zac Atkinson                  | ジャン・テキシエ                        | 11月22日       | 11月16日      |
| 第12話 (第30話)                                                                             | スタースクリームのパワー I Am the Allspark         | Mae Catt                      | エフード・ランツベルグ                  | 11月22日       | 11月23日      |
| 第13話 (第31話)                                                                             | サイバトロン星へ向かえ Escape From Earth           | Mae Catt                      | ジャン・テキシエ                        | 12月14日       | 11月30日      |
| 第14話 (第32話)                                                                             | アークでパーティー Party Down                      | Andrew Robinson               | エフード・ランツベルグ                  | 12月14日       | 12月7日       |
| 第15話 (第33話)                                                                             | 仲間をひとつに Wiped Out                           | Benjamin Townsend             | ジャン・テキシエ                        | 12月27日       | 12月14日      |
| 第16話 (第34話)                                                                             | クロートンの復活 Ghost Town                        | Gavin Hignight                | エフード・ランツベルグ                  | 12月27日       | 12月21日      |
| 第17話 (第35話)                                                                             | 眠れるアークを守れ！ Perfect Storm                 | Zac Atkinson                  | ジャン・テキシエ                        | 2020年 1月11日 | 12月28日      |
| 第18話 (第36話)                                                                             | 宇宙空間からの脱出 The Crossroads                  | Randolph Heard                | エフード・ランツベルグ                  | 2020年 1月11日 | 2020年 1月4日 |
| シーズン3（Bumblebee: Cyberverse Adventures（バンブルビー サイバーバース アドベンチャー）） |                                                    |                               |                                         |                |               |
| 第1話 (第37話)                                                                              | - The Battle for Cybertron I                       | Randolph Heard                | ジャン・テキシエ                        | -              | 3月15日       |
| 第2話 (第38話)                                                                              | - The Battle for Cybertron II                      | Randolph Heard                | ジャン・テキシエ                        | -              | 3月15日       |
| 第3話 (第39話)                                                                              | - The Battle for Cybertron III                     | Randolph Heard                | ジャン・テキシエ                        | -              | 3月15日       |
| 第4話 (第40話)                                                                              | - The Battle for Cybertron IV                      | Randolph Heard                | ジャン・テキシエ                        | -              | 3月15日       |
| 第5話 (第41話)                                                                              | - The Loop                                         | Gavin Hignigh                 | Ehud Landsberg                          | -              | 3月22日       |
| 第6話 (第42話)                                                                              | - The Dead End                                     | Mae Catt                      | Ehud Landsberg                          | -              | 3月22日       |
| 第7話 (第43話)                                                                              | - The Sleeper                                      | Dan Salgarolo                 | Ehud Landsberg                          | -              | 3月29日       |
| 第8話 (第44話)                                                                              | - The Citizen                                      | Zac Atkinson                  | Ehud Landsberg                          | -              | 3月29日       |
| 第9話 (第45話)                                                                              | - The Trial                                        | Eugene Son                    | Jean Texier                             | -              | 4月5日        |
| 第10話 (第46話)                                                                             | - The Prisoner                                     | Gavin Hignight                | Ehud Landsberg                          | -              | 4月5日        |
| 第11話 (第47話)                                                                             | - The Scientist                                    | Mae Catt                      | Jean Texier                             | -              | 4月12日       |
| 第12話 (第48話)                                                                             | - The Aliance                                      | Dan Salgarolo                 | Ehud Landsberg                          | -              | 4月12日       |
| 第13話 (第49話)                                                                             | - The Judge                                        | -                             |                                         |                |               |
| 第14話 (第50話)                                                                             | - The End of the Universe part1                    | -                             |                                         |                |               |
| 第15話 (第51話)                                                                             | - The End of the Universe part2                    | -                             |                                         |                |               |
| 第16話 (第52話)                                                                             | - The End of the Universe part3                    | -                             |                                         |                |               |
| 第17話 (第53話)                                                                             | - The End of the Universe part4                    | -                             |                                         |                |               |
| 第18話 (第54話)                                                                             | - Enemy Line                                       | -                             |                                         |                |               |
| 第19話 (第55話)                                                                             | - Thunderhowl                                      | -                             |                                         |                |               |
| 第20話 (第56話)                                                                             | - Wild Wild Wheel                                  | -                             |                                         |                |               |
| 第21話 (第57話)                                                                             | - Alien Hunt! with meteorfire and Cosmos           | -                             |                                         |                |               |
| 第22話 (第58話)                                                                             | - Journey to the Valley of Repugnus                | -                             |                                         |                |               |
| 第23話 (第59話)                                                                             | - Rack N Ruin N Ratchet                            | -                             |                                         |                |               |
| 第24話 (第60話)                                                                             | - Dweller in the Depth                             | -                             |                                         |                |               |
| 第25話 (第61話)                                                                             | - Silent Strike                                    | -                             |                                         |                |               |
| 第26話 (第62話)                                                                             | - The Other One                                    | -                             |                                         |                |               |

## 放送局
| 配信期間                      | 配信時間                | 配信サイト                        | 備考        |
| ----------------------------- | ----------------------- | --------------------------------- | ----------- |
| 2019年4月27日 - 2020年1月11日 | 毎月第2、第4土曜日 更新 | YouTubeタカラトミー公式チャンネル | 1話ずつ配信 |
|                               |                         | ボンボンTV キッズボンボン         | 2話ずつ配信 |

- キッズボンボン配信版のみ話の間に、いっちー（加藤一華）&なる（金城成美）によるミニコーナーが挿入される。

## 玩具
日本では2019年夏より展開。
アクションアタッカーシリーズ
必殺技アクションギミックを持つ完全変形シリーズ。
- TCV-03 ウイングスライサーウインドブレード
- TCV-04 ランチャーストライクスタースクリーム
- TCV-05 スティンガーソードバンブルビー
- TCV-06 マトリクスアタックオプティマスプライム
- TCV-07 フュージョンキャノンメガトロン
- TCV-10 バーニングフレイムグリムロック

ターボチェンジシリーズ
変形を簡易化した瞬速変形シリーズ。今作では武器ギミックも再現。
- TCV-01 ターボチェンジバンブルビー
- TCV-02 ターボチェンジオプティマスプライム
- TCV-08 ターボチェンジメガトロン
- TCV-09 ターボチェンジホイルジャック
- TCV-11 ターボチェンジプロール
- TCV-12 ターボチェンジショックウェーブ
- TCV-24 ターボチェンジホットロッド
- TCV-25 ターボチェンジスカイバイト
- TCV-26 ターボチェンジオートボットジャズ

スパークアーマーシリーズ
シーズン2より登場。アーマービークルが合体するシリーズ。
- TCV-13 ジェットミッションプロール
- TCV-14 ショベルファイタースタースクリーム
- TCV-15 バトルシップパワーバンブルビー
- TCV-16 ウイングファイヤーオプティマスプライム
- TCV-17 タンクバスタージェットファイヤー
- TCV-18 ドリルダイバースカイバイト
- TCV-19 バトルローターメガトロン
- TCV-20 ブリザードレスキューラチェット
- TCV-21 サテライトレーザーショックウェーブ
- TCV-22 ダンプダイノグリムロック
- TCV-23 アークコンバインオプティマスプライム

## ゲーム
『おもちゃがあたる!ロボカバトル』
タカラトミーアーツ販売。『トミカ絆合体 アースグランナー 』『新幹線変形ロボ シンカリオン』『トランスフォーマー』の3作品を題材としたアーケードカードゲーム。2020年4月より稼働。コアグランナートミカとの連動遊びも可能。トランスフォーマーからはサイバーバース版のバンブルビーやオプティマスプライムが参戦。